# Araneus mazamitla
Araneus mazamitla är en spindelart som beskrevs av Levi 1991. Araneus mazamitla ingår i släktet Araneus och familjen hjulspindlar. Inga underarter finns listade i Catalogue of Life.